# 岐阜県道213号養老平田線
岐阜県道213号養老平田線（ぎふけんどう213ごう ようろうひらたせん）は、岐阜県養老郡養老町から同県海津市平田町に至る一般県道である。

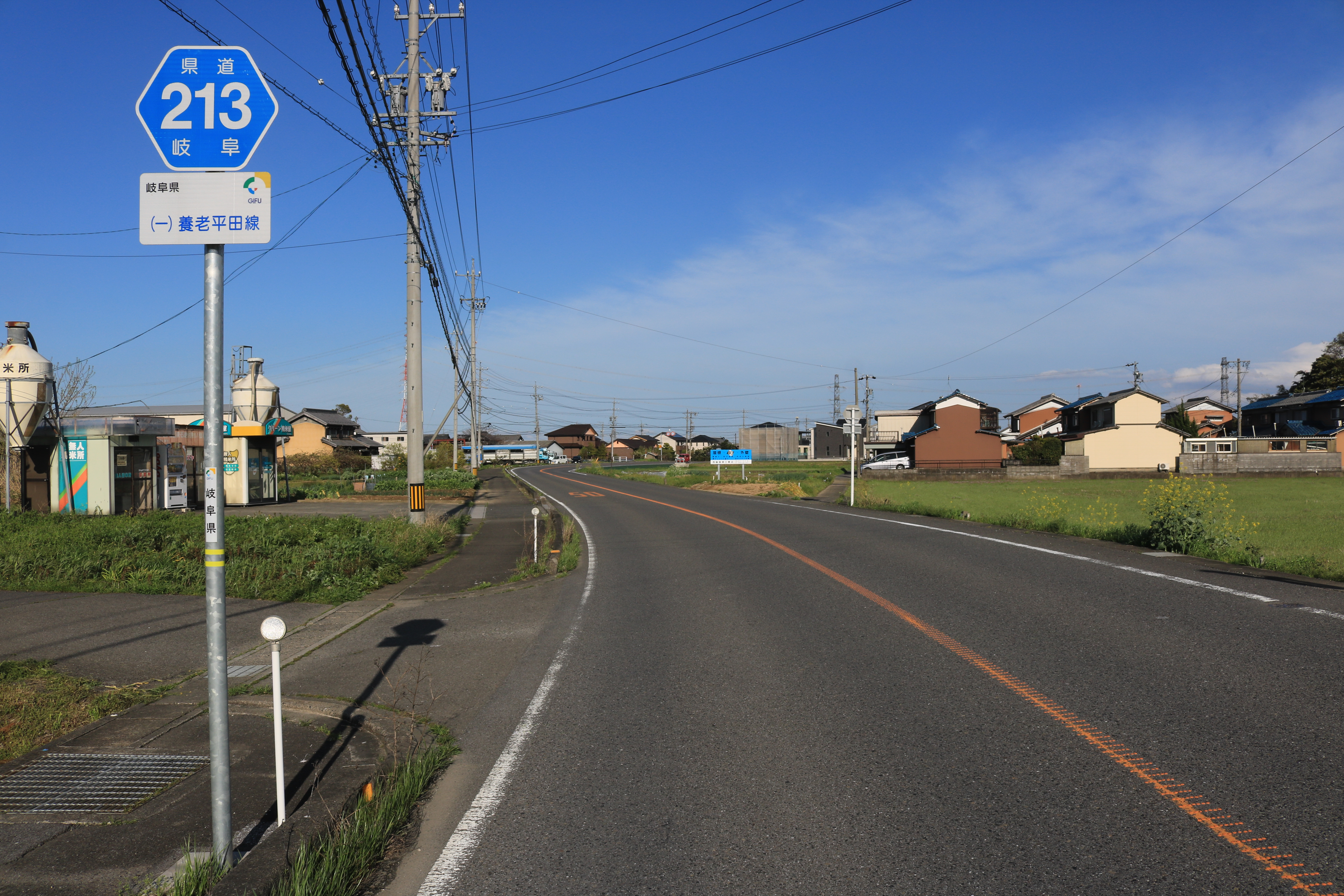
岐阜県道213号養老平田線、養老郡養老町下笠にて

## 概要

### 路線データ

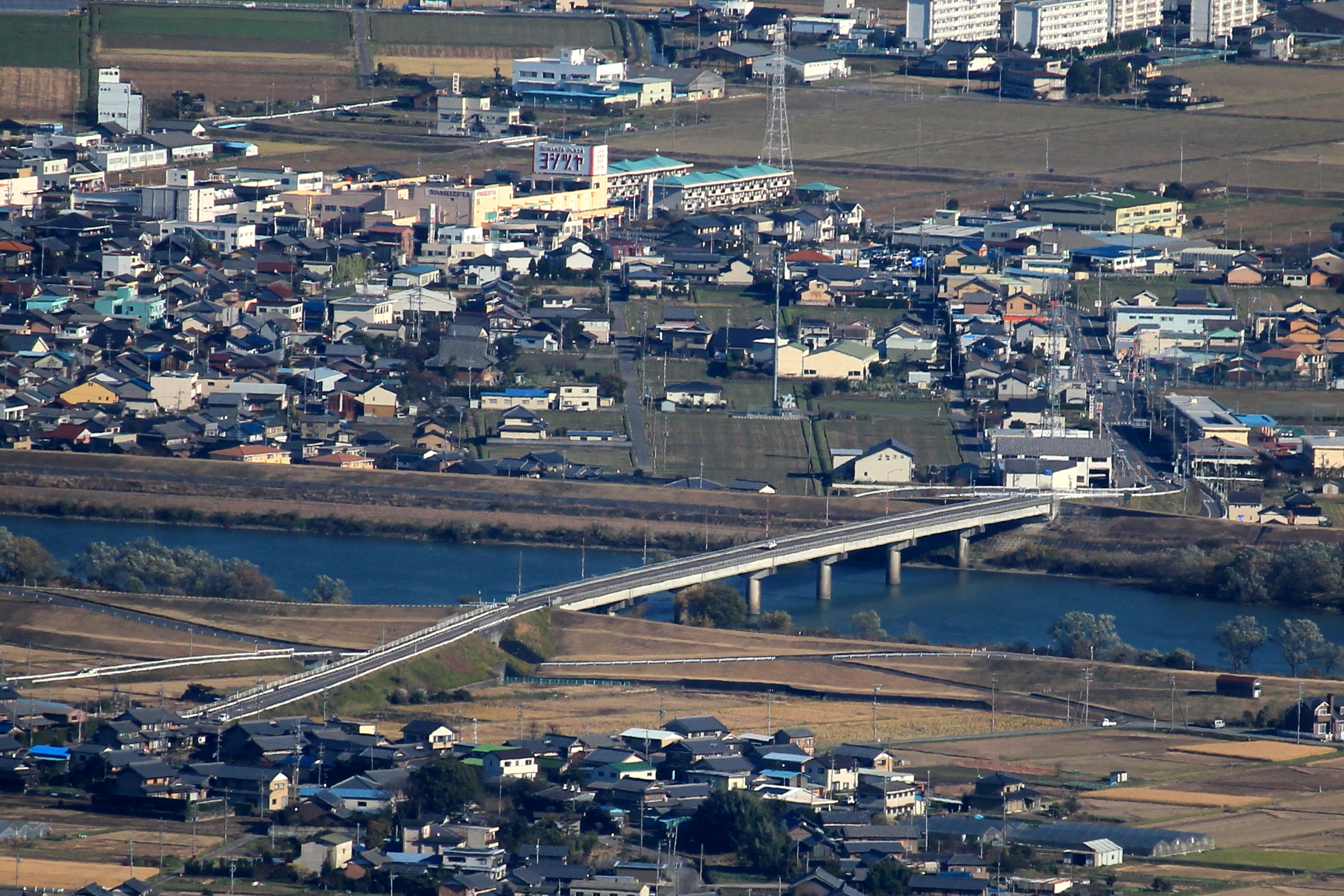
揖斐川に架かる今尾橋

岐阜県法規集に基づく起終点および経過地は次のとおり。
- 起点：養老郡養老町（石畑交差点＝岐阜県道56号南濃関ケ原線・岐阜県道96号大垣養老公園線交点）
- 終点：海津市平田町（蛇池交差点＝岐阜県道1号岐阜南濃線交点）
- 重要な経過地：なし

## 路線状況

### 重複区間
- 国道258号：養老町船附・船附南交差点 - 養老町瑞穂・瑞穂交差点

### 橋梁
- 今尾橋（揖斐川）

## 地理

### 通過する自治体

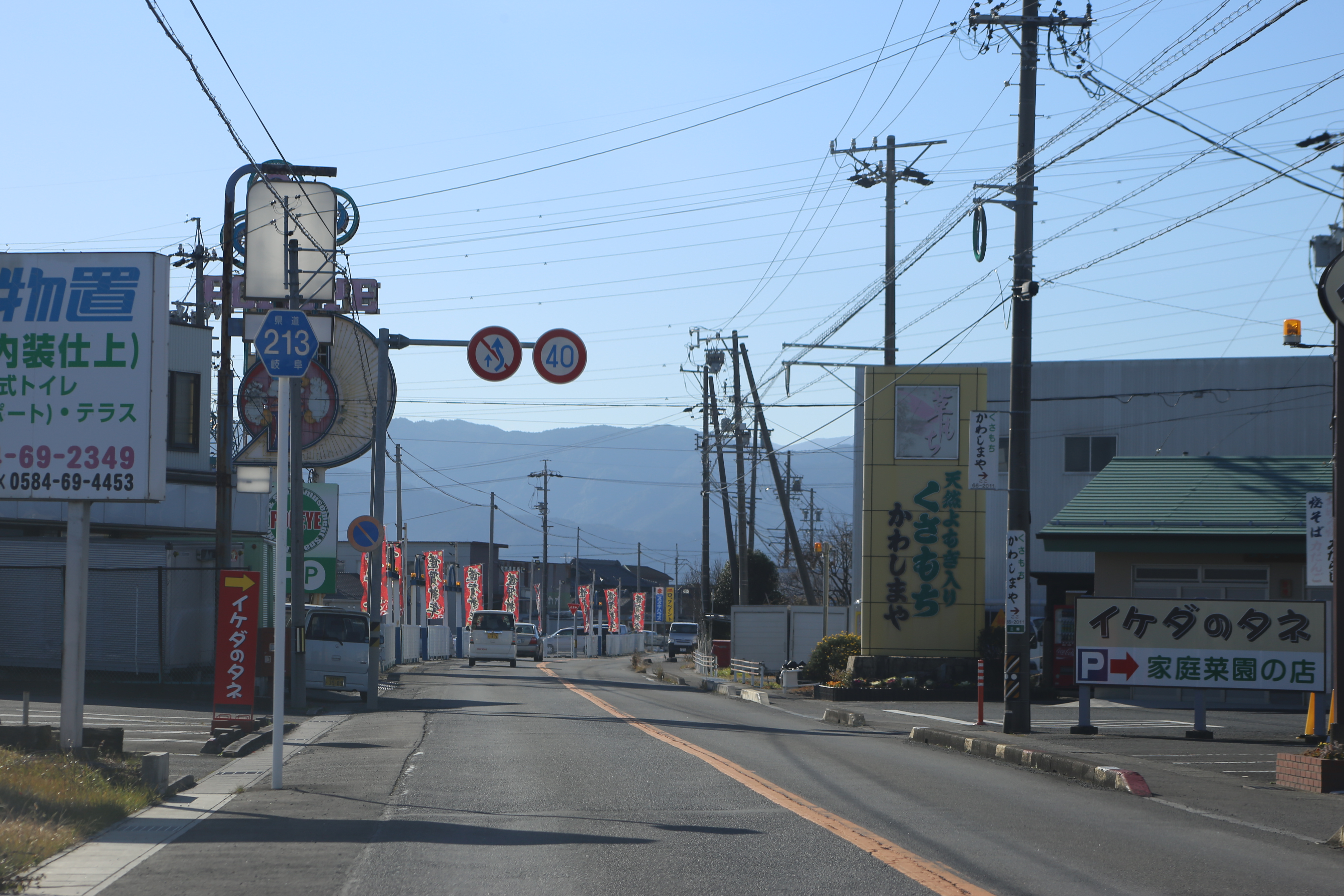
海津市平田町三郷にて

- 岐阜県
養老郡養老町 - 海津市

### 交差する道路
養老郡養老町
- 岐阜県道56号南濃関ケ原線・岐阜県道96号大垣養老公園線：石畑交差点（起点）

- 東海環状自動車道養老インターチェンジ

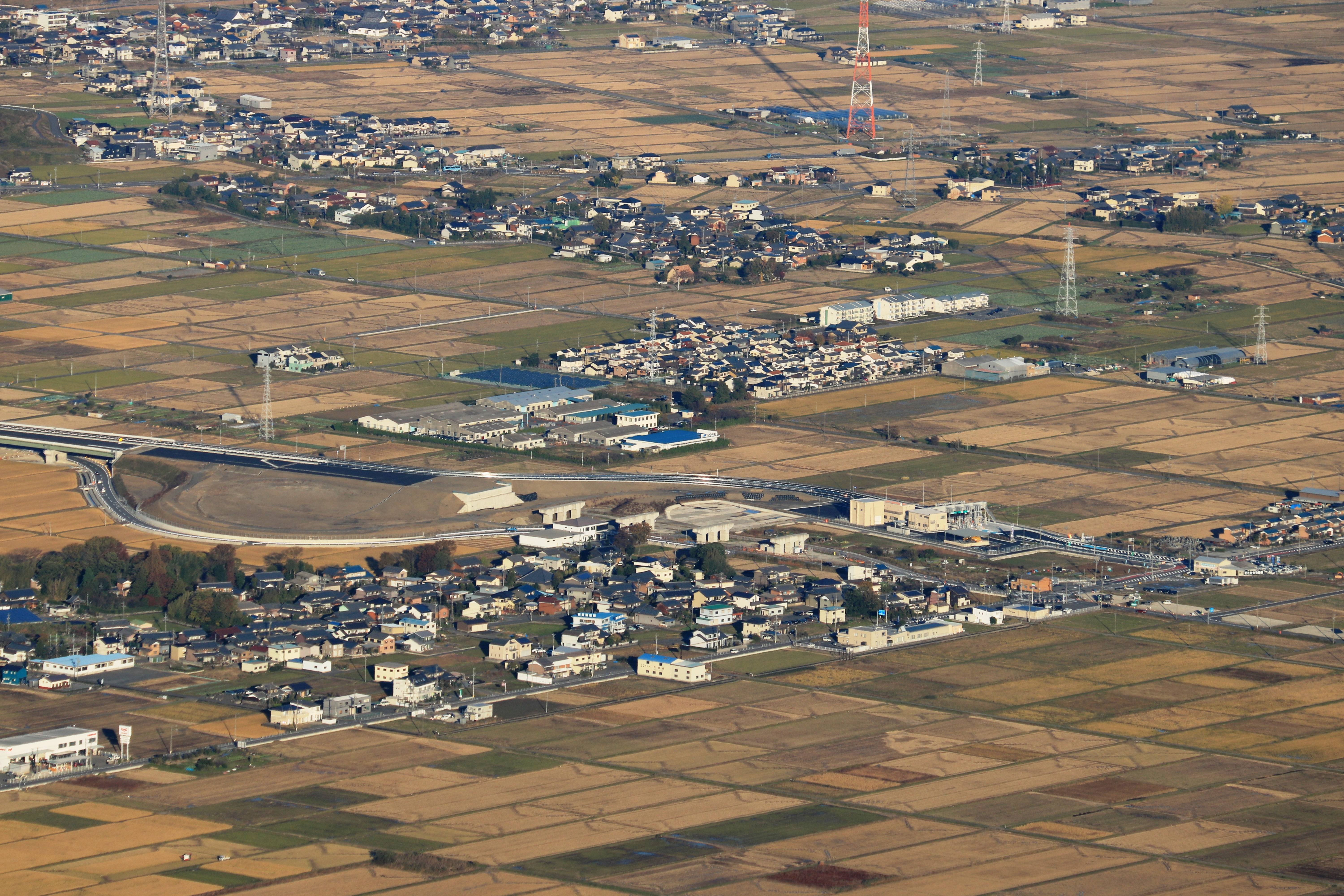
東海環状自動車道養老インターチェンジ（2017年11月）

- 岐阜県道225号小倉烏江大垣線：下笠中村交差点

- 国道258号：船附南交差点、瑞穂交差点

海津市
- 岐阜県道220号安八海津線：平田町今尾

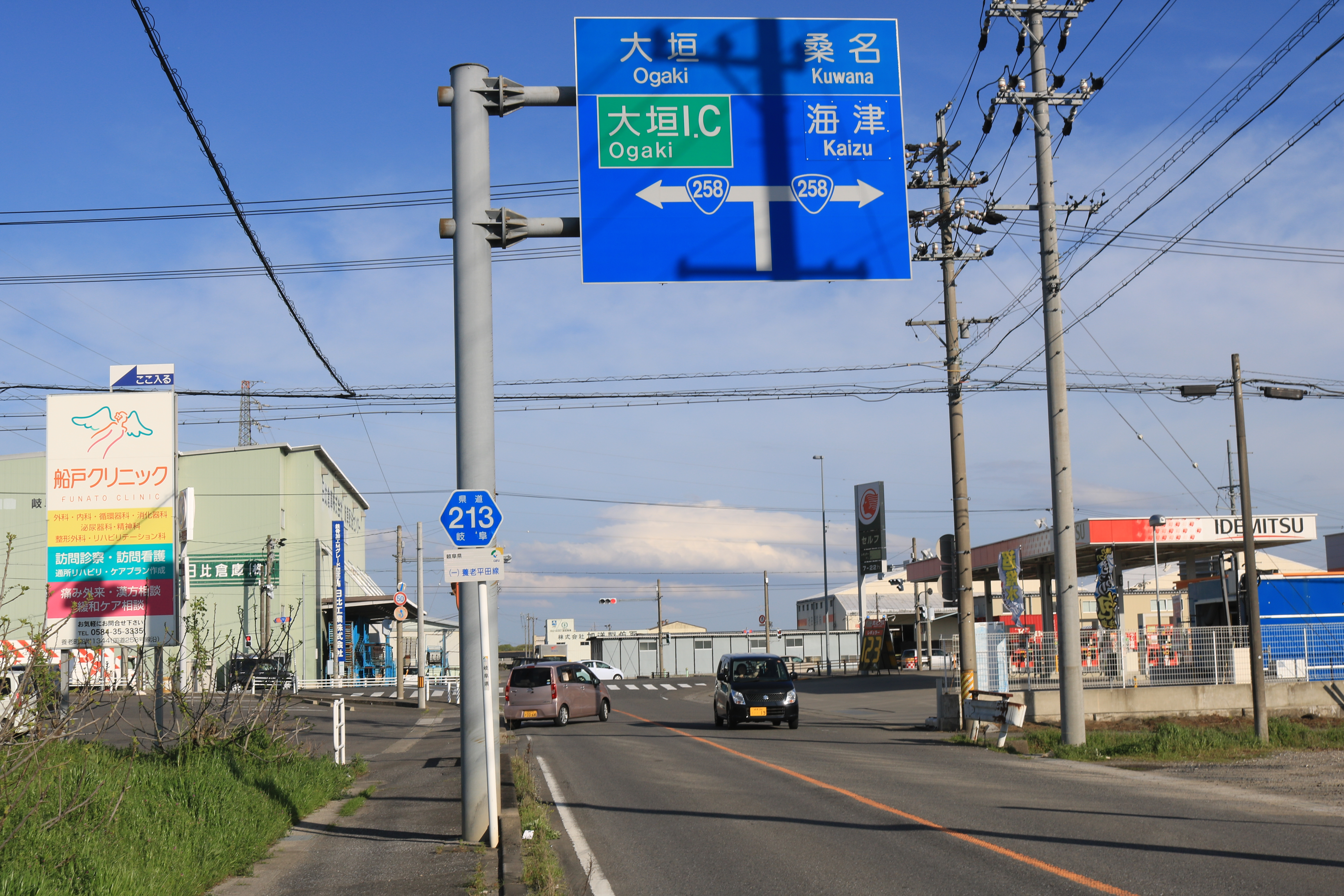
国道258号への接続部、養老町の船附南交差点

- 岐阜県道219号安八平田線・岐阜県道222号成戸平田線：三郷交差点
- 岐阜県道1号岐阜南濃線：蛇池交差点（終点）

### 沿線
- ヨシヅヤ海津平田店
- お千代保稲荷